# Vedlejší produkty dezinfekce

Chloroform - jeden z nejvýznamnějších vedlejších produktů dezinfekce

Vedlejší produkty dezinfekce (zkratka DBPs, z anglického disinfection by-products) je skupina látek vznikajících jako nežádoucí produkt dezinfekce pitné vody, která je většinou poslední fází úpravy vody a jejímž cílem je hygienické zabezpečení dodávané vody. Reakcí dezinfekčního činidla (plynný chlor, oxid chloričitý, ozon...) s látkami obsaženými ve vodě však může docházet ke vzniku velkého množství vedlejších nežádoucích produktů, jejichž nebezpečnost je však řádově nižší než eventuální následky konzumace hygienicky nezabezpečené vody. Typickými zástupci je skupina trihalomethanů a halooctových kyselin, které mají prokázaný karcinogenní účinek, ale je jich známo více než 600.

## Dezinfekce chlorem
Dezinfekce plynným chlorem je nejstarší používaná metoda hygienického zabezpečení pitné vody. První vedlejší produkty byly zkoumány počátkem 70. let 20. století. Tyto produkty vznikají reakcí chloru s různými makromolekulárními látkami přirozeně vyskytujícími se v surové vodě, především reakce s huminovými látkami, řasami nebo sinicemi. Chloroform se může také vyskytovat v bazénech (ve vodě i ve vzduchu, který tím získává klasický pach), kdy vzniká reakcí močoviny s chlorem.

### Vedlejší produkty
| - trihalomethany (THM) - trichlormethan (chloroform) - bromdichlormethan - dibromchlormethan - tribrommethan (bromoform) - halooctové kyseliny (HAA) - kyselina monochloroctová (MCA) - kyselina dichloroctová (DCA) - kyselina trichloroctová (TCA) - kyselina monobromoctová (MBA) - kyselina dibromoctová (DBA) | - chlorfenoly - monochlorfenol - dichlorfenol - trichlorfenol - chloraminy - halofurany - haloacetonitrily - halonitromethany - haloamidy - nitrosaminy - N-Nitrosodimethylamin (NDMA) - chlorpikrin |

## Dezinfekce oxidem chloričitým

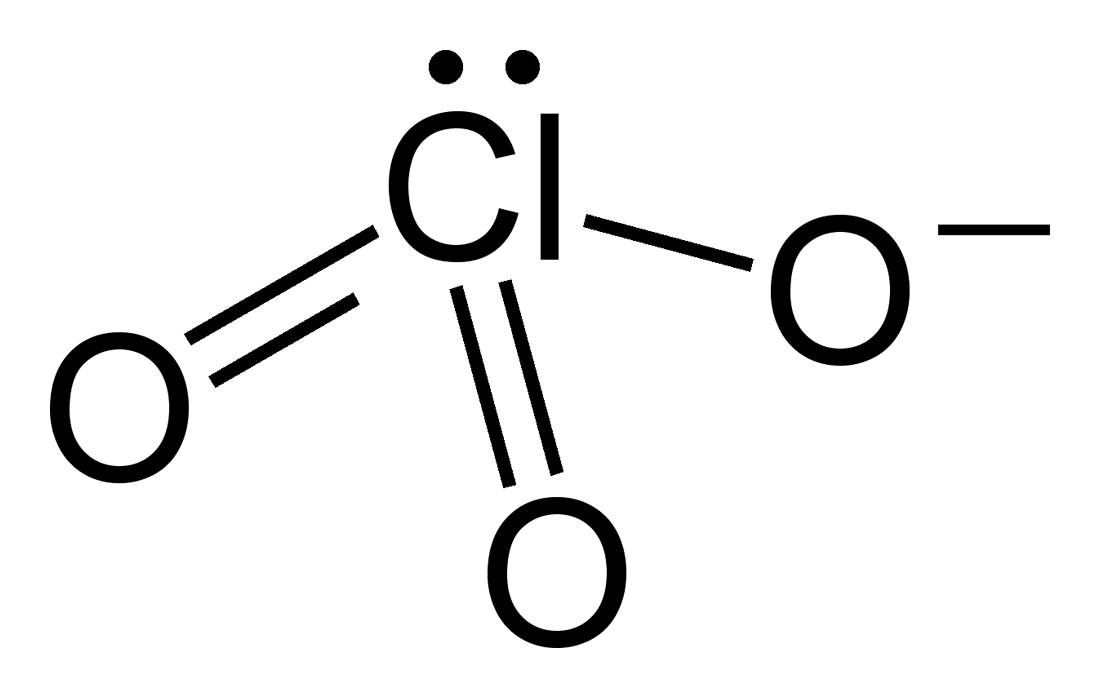
Chlorečnanový ion

Při použití oxidu chloričitého jako dezinfekčního činidla nedochází ke vzniku široké škály organických látek, ale ke vzniku anorganických chloritanů a chlorečnanů. Ty však nevznikají reakcí s prekurzory, ale při reakcích různých chlorovaných sloučenin mezi sebou.

### Vedlejší produkty
- chloritany ClO2−
- chlorečnany ClO3−

## Dezinfekce ozonem
Dezinfekce pitné vody plynným ozonem produkuje velkou škálu polárních organických sloučenin, jako například aldehydů, které vznikají rozštěpením z fulvinových a huminových kyselin. Mimoto může docházet ke vzniku krátkodobých peroxidů jako meziproduktů ozonizace.

### Vedlejší produkty
- karbonylové sloučeniny
  - aldehydy
    - butanal
    - pentanal
    - heptanal
    - formaldehyd
    - acetaldehyd
    - dialdehyd glyoxal
    - ketoaldehyd methylglyoxal

  - ketony
- peroxidy
- epoxidy
- bromované vedlejší produkty
  - bromičnany BrO3−
  - tribrommethan (bromoform)
  - kyselina bromná
  - bromoacetonitril

## Dezinfekce UV zářením
Při aplikaci UV záření jako dezinfekčního prostředku nevznikají halogenované vedlejší produkty, ale produkty vzniklé rozštěpením v vodě nacházejících se anorganických i organických látek.

### Vedlejší produkty
- dusitany
- formaldehyd